# Mitch Nichols
Mitch Nichols, född 1 maj 1989, är en australisk fotbollsspelare som spelar för Wellington Phoenix FC.
Mitch Nichols spelade 5 landskamper för det australiska landslaget.